# Fischrestaurant Knurrhahn

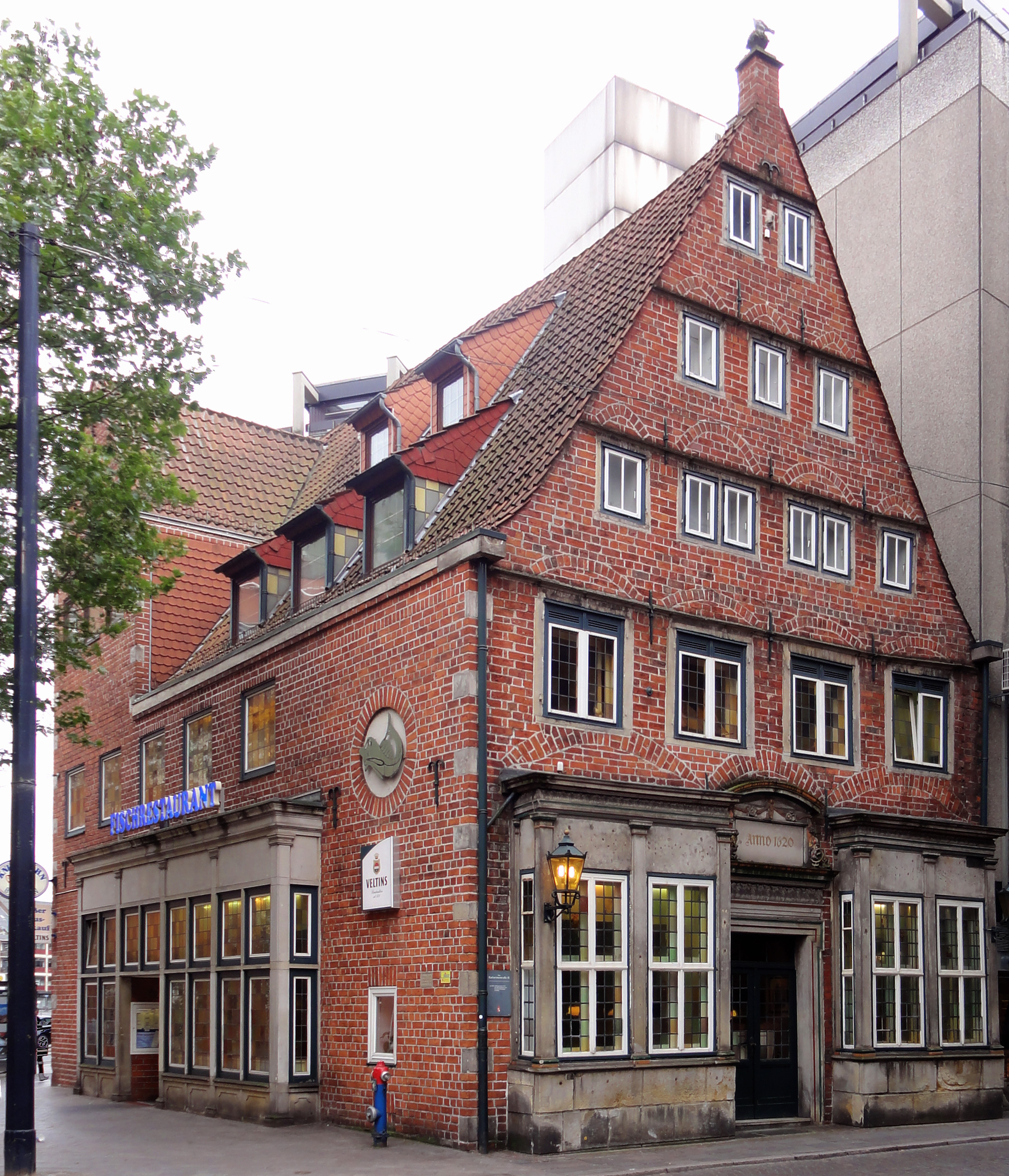
Fischrestaurant Knurrhahn

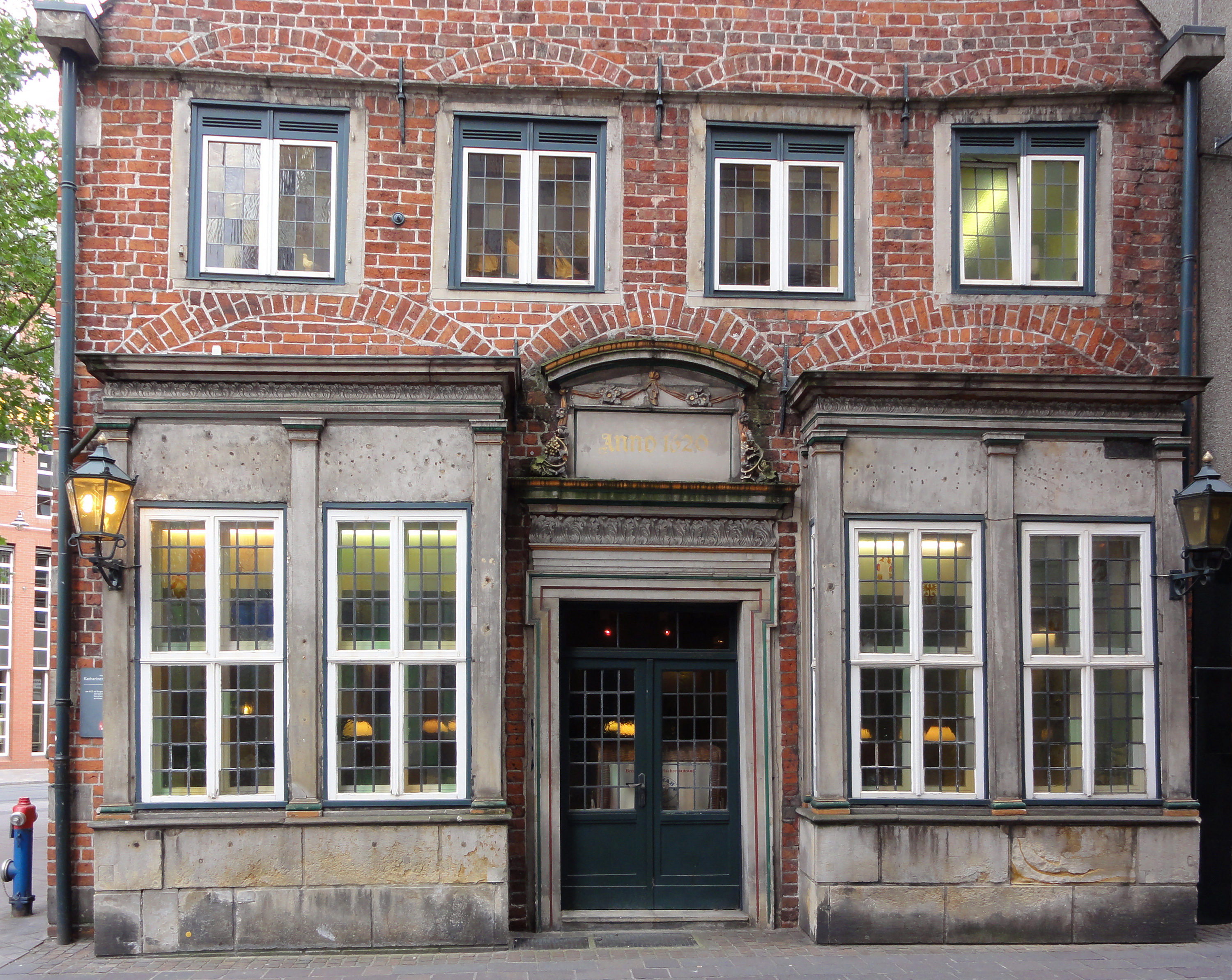
Erdgeschoss/Portal

Das Fischrestaurant Knurrhahn befindet sich in Bremen, Stadtteil Mitte, Katharinenstraße 15/Ecke Schüsselkorb. Es entstand in der Renaissance und gehört zu den ältesten Gebäuden in Bremen.
Das Gebäude steht seit 1973 unter Bremer Denkmalschutz.

## Geschichte
Das zweigeschossige, vierachsige Giebelhaus mit einem Satteldach, der Backsteinfassade mit Sandsteinelementen, dem Portal und den Utluchten von 1751 wurde in der Epoche der Renaissance gebaut. In der 2. Hälfte des 18. Jahrhunderts erfolgten größere Umbauten (seitliche Erdgeschossfassaden). Im Erdgeschoss befand sich früher die Gaststätte Heinrich VIII.
Heute (2018) wird das Gebäude als Restaurant, Bistro und als Wohnhaus genutzt. Es ist das älteste Fischrestaurant in Bremen.